# Condado de Człuchów
Nota linguística: Não confundir hrabstwo (condado) com powiat (divisão administrativa)..
Condado de Człuchów (polaco: powiat człuchowski) (Alemão: Schlochau) é um powiat (condado) da Polónia, na voivodia de Pomerânia. A sede do condado é a cidade de Człuchów. Estende-se por uma área de 1574,41 km², com 56 789 habitantes, segundo os censos de 2005, com uma densidade 36,07 hab/km².

## Divisões admistrativas
O condado possui:
Comunas urbanas: Człuchów
Comunas urbana-rurais: Czarne, Debrzno
Comunas rurais: Człuchów, Koczała, Przechlewo, Rzeczenica
Cidades: Człuchów, Czarne, Debrzno

## Demografia
População (dados de 30 de Junho de 2005):
|          | Total   | Total | Mulheres | Mulheres | Homens  | Homens |
| -------- | ------- | ----- | -------- | -------- | ------- | ------ |
|          | pessoas | %     | pessoas  | %        | pessoas | %      |
| Total    | 56 789  | 100   | 28 969   | 51       | 27 820  | 49     |
| Cidades  | 25 906  | 100   | 13 492   | 52,1     | 12 414  | 47,9   |
| Povoados | 30 883  | 100   | 15 477   | 50,1     | 15 406  | 49,9   |